# Abbazia di Saint-Sever
L'abbazia di Saint-Sever è un'abbazia benedettina fondata dal conte Guglielmo I di Guascogna, alla fine del X secolo.
I suoi innumerevoli possedimenti nell'XI secolo, si estendono dal Médoc fino a Pamplona in Spagna.
Grégoire di Montaner abate dal 1028 al 1072, raccoglie un notevole patrimonio artistico tra cui preziose sculture e le miniature, fra le quali quelle di Stephanus Garsia, l'autore delle miniature di Beato di Liébana.
L'Abbazia è stata classificata monumento storico nel 1911, ed è iscritta al Patrimonio dell'umanità dell'UNESCO nel 1998, con il titolo di Cammino di Santiago di Compostela in Francia

## Presentazione

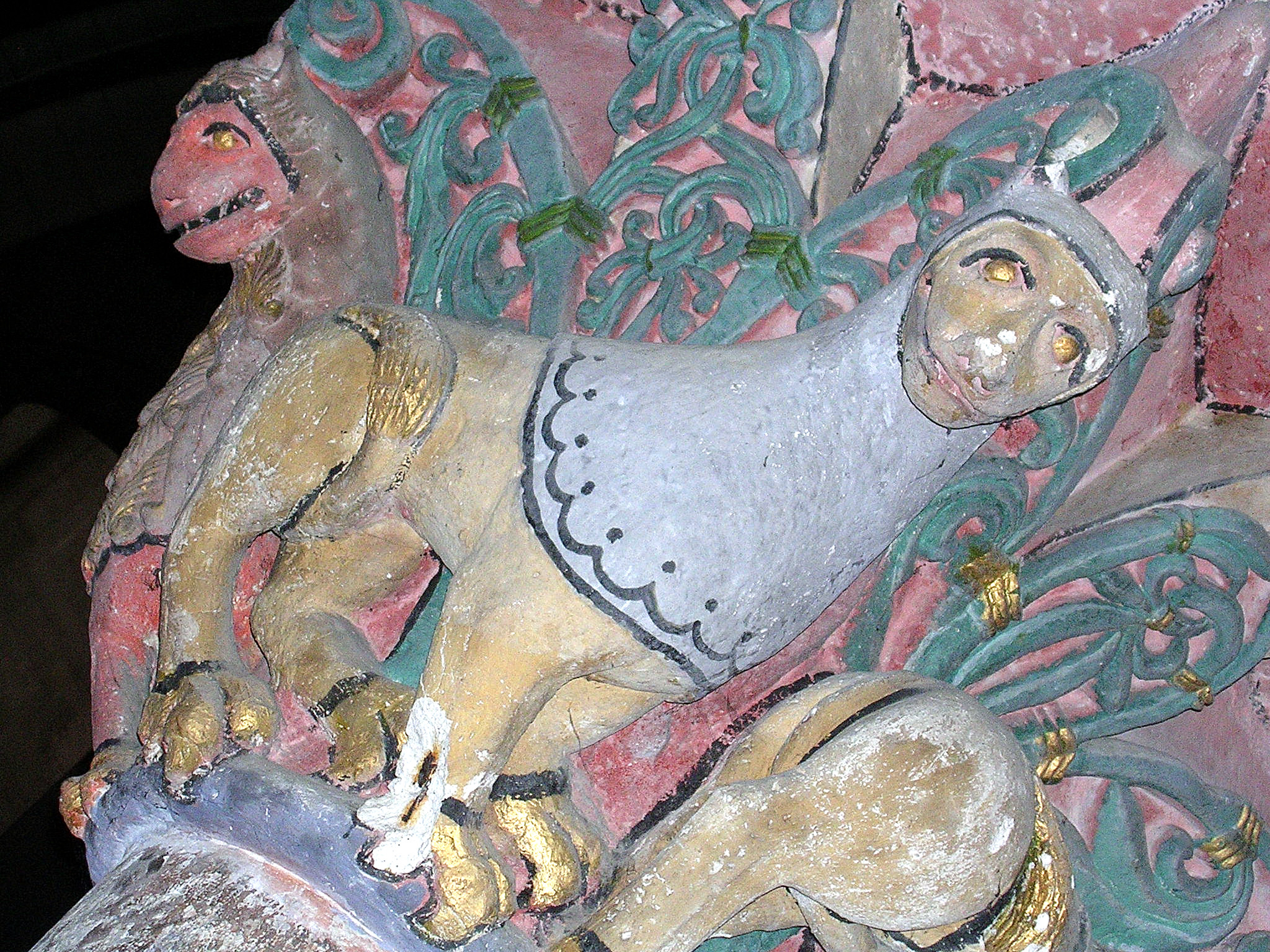
Capitello policromatico con decorazioni di leoni dell'XI secolo

L'Abbazia di stile romanico è sorprendentemente vasta. Presenta un coro a sei absidi di profondità decrescente, secondo un piano benedettino. Le colonne di marmo del coro e del transetto provengono dal palazzo dei governatori romani di Morlanne. Il Capitello policromatico a decorazioni notevoli di leoni datati XI secolo. Se ne contano 150 di cui 77 autenticati come gallo-romani e romani. Le sue dimensioni sono impressionanti, 71 m di lunghezza, 31 m di ampiezza per le navate e 41 m per il transetto. Quanto all'abbazia stessa, una parte del chiostro appartiene a privati.
Si accede con le tribune dell'transetto alla cappella. Il transetto e la banchina permettevano di accogliere una folla importante di fedeli e di pellegrini attirati da questa tappa nella via costruita con pietre (Via Lemovicensis) verso Santiago di Compostela.
L'abbazia ha subito gravi danni nel corso della sua storia. Nel 1372 un terremoto, numerosi assedi durante la Guerra dei cent'anni, un periodo in cui la Guascogna fu terreno di guerra tra la Francia e l'Inghilterra. Il monastero è molte volte distrutto ed incendiato dai francesi. Le banchine vengono in parte ricostruite. Quindi vengono le Guerre di religione francesi, con i massacri, negli anni 1569 e 1570, i saccheggi sono la rovina del monastero dagli Ugonotti di Gabriele I di Montgomery, seguiti dalle truppe cattoliche di Blaise di Monluc (1500-1577) nelle Guerre di religione nelle Landes. Occorre dunque aspettare più di un secolo prima che la congregazione di Saint-Maur intraprenda lavori di restauro dell'abside e degli edifici conventuali. L'abbazia e gli edifici conventuali vengono conquistati dalla rivoluzione francese, venduti (ricavando molti assegnati), prima di essere resi al culto nel 1795. I restauratori del XIX secolo ridecorano le navate e le facciate in stile neo-romanico, imitazioni conformi al gusto dell'epoca per l'architettura medioevale.

## Origini

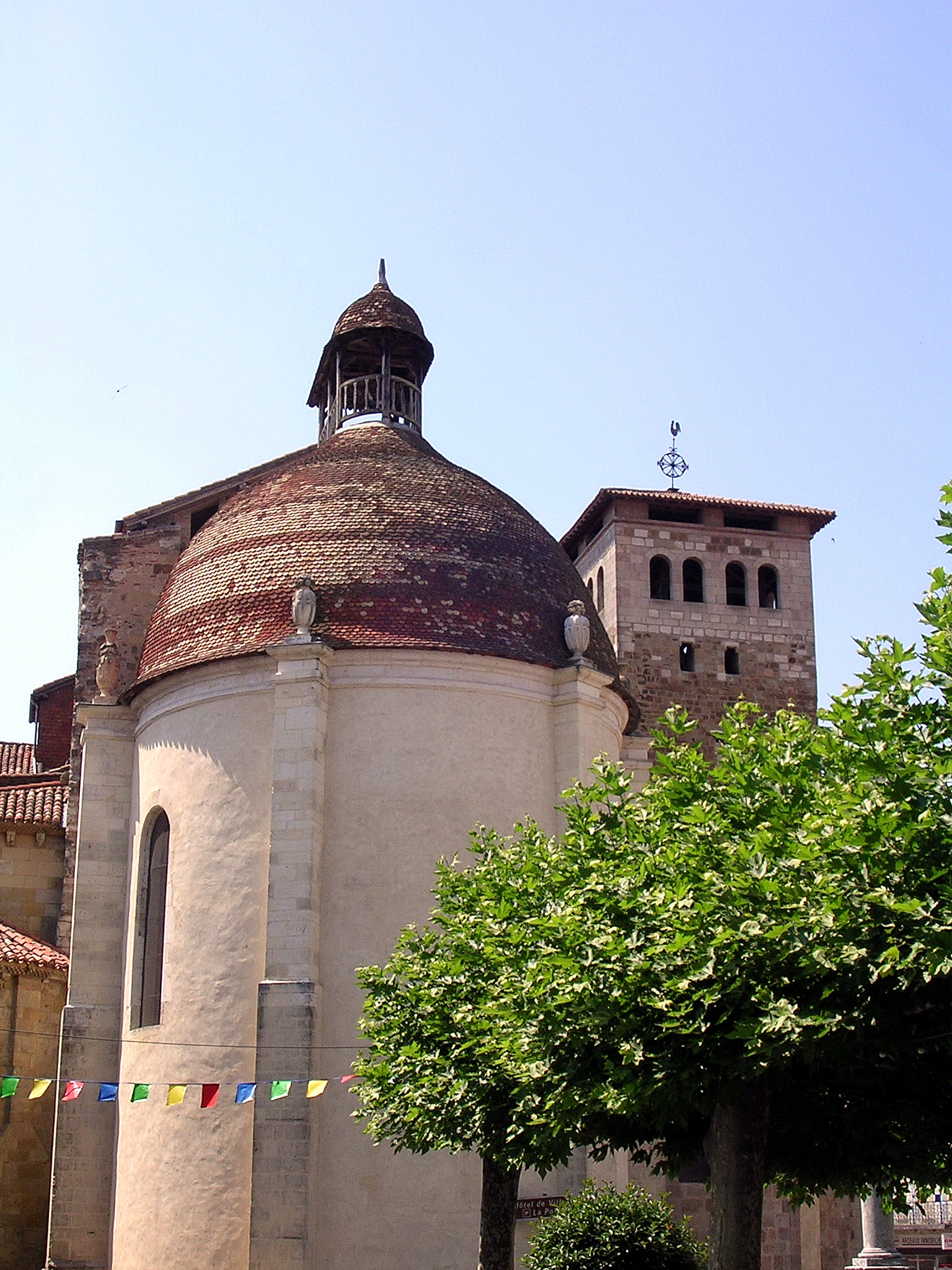
L'abside dell'abbazia

Al V secolo, Severus (in futuro San Sever) è inviato dal Papa per evangelizzare la Novempopulana. Il martire fu decapitato dai Vandali nell'VIII secolo, così i monaci costruiscono una cappella per raccogliere le sue spoglie.
La fondazione di un'abbazia, non lontano dalla località antica di Morlanne, che domina la valle di Adour, è allo stesso tempo un atto politico e religioso che permette ai conti della Guascogna di rafforzare la loro autorità.
È nel 988 che Guglielmo I di Guascogna compra la terra e decide di costruire un monastero. All'epoca, la regione conta infatti numerose e ricche ville romane ma nessuna città importante. L'abbazia benedettina di Saint-Sever conoscerà, in tutti i settori, un'espansione ed un'irradiazione eccezionale, in particolare grazie a Grégoire Montaner, monaco dell'Abbazia di Cluny, diventato abate nel 1028. È sotto la sua gestione, che durerà fino al 1072, che comincia la ricostruzione della chiesa sul modello di quella di Cluny, con maestri di opere e sculture anche notevoli con la loro esperienza che mediante il loro spirito innovatore. In seguito questi lavori subiscono un incendio nel 1060.

## Contesto storico
La rinascita guascona dell'XI secolo, dopo le invasioni barbariche, tiene per una buona parte alla moltiplicazione dei monasteri. Si deve a loro l'occupazione delle terre libere e delle foreste e lo spostamento dei contadini attorno alle abbazie. Parallelamente, vescovi ed abati si occupano di ricostruire le città rovinate dai Vichinghi come Oloron-Sainte-Marie, Nogaro, La Réole, Saint-Sever e a loro devono l'esistenza o la risurrezione.

## Un'abbazia potente

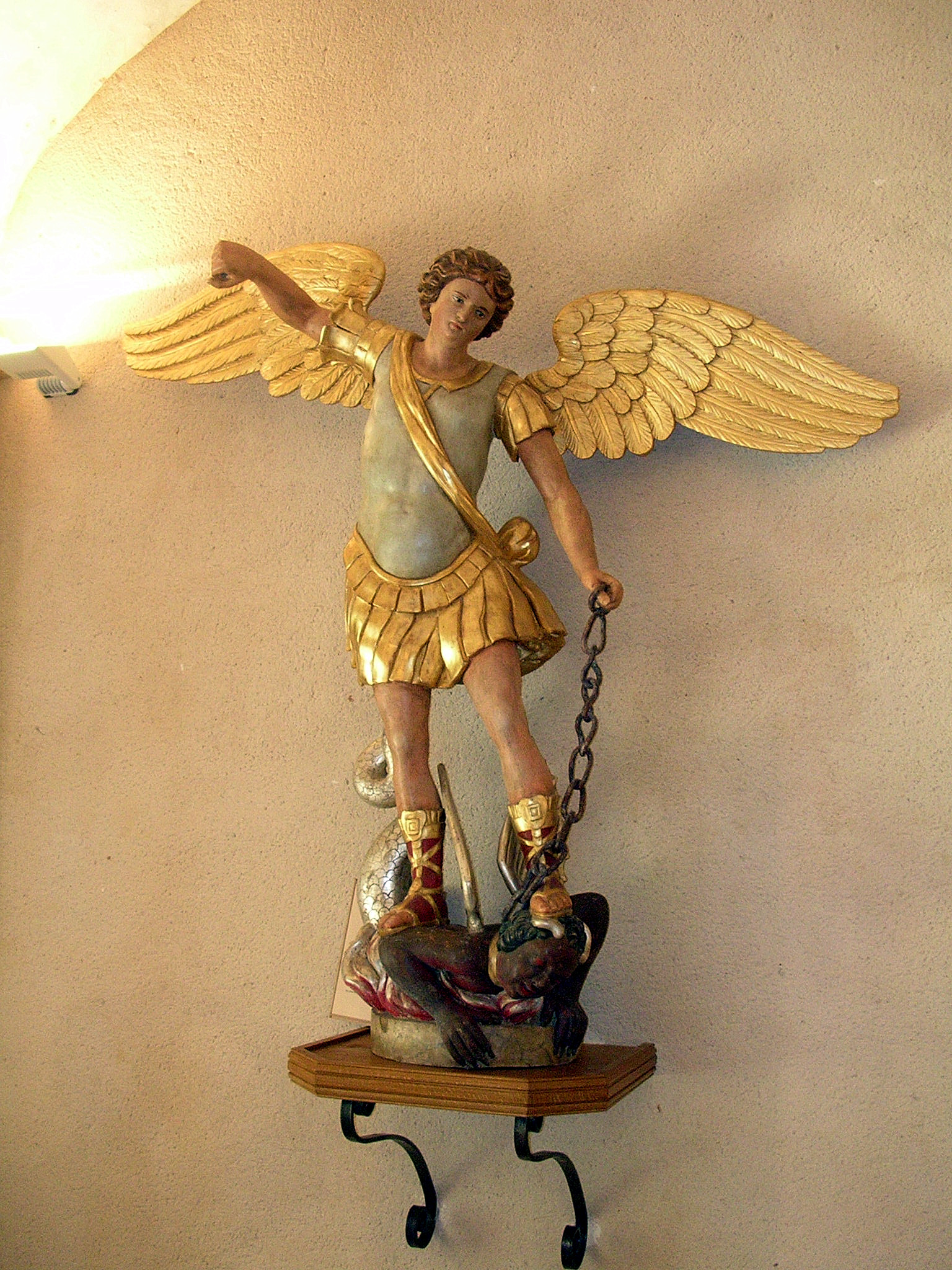
Statua dell'Arcangelo Michele

In tutti i settori, che siano religiosi, amministrativi, sociali, economica e culturale, la Guascogna conosce una rinascita grazie all'abbazia che s'impone in tutta la provincia come una vera potenza. Fin dalla fine dell'XI secolo, un vasto settore circonda il monastero che comprende anche nella diocesi di Aire e Dax numerose ville dell'epoca romana, terre e chiese, in un raggio di 35 km. Fuori di questa diocesi, il monastero acquisisce settori in Agenais, Bazadais e Pays de Born. Inoltre Saint-Sever detiene una chiesa nei pressi di Pamplona nella provincia di Navarra, in più possiede dei beni in Gironda, fra cui la chiesa di Soulac-sur-Mer. In Guascogna, la maggior parte dei possessi di Saint-Sever corrispondono ad una situazione strategica dell'epoca, unità difensiva, zona di passaggio sulla Garonna o sull'Adour, controllando tutta la circolazione. Distanti al massimo una trentina di chilometri l'uno dell'altro, questi possedimenti costituiscono per i pellegrini basi per delle tappe. Nella scelta delle acquisizioni, si tiene anche conto della fertilità dei terreni. La valle dell'Adour, le coste di Buzet-sur-Baïse, i possedimenti in provincia di Armagnac, le viti a Bordeaux, rivelano centri d'interesse e le preoccupazioni economiche dei monaci che piantano viti non lontano dai monasteri. Il declino s'innesca con la guerra dei cent'anni e precipita con le guerre di religione. Nel 1569 gli ugonotti radono al suolo gli edifici conventuali. Che poi saranno ricostruiti soltanto verso la fine del XVII secolo. Con la rivoluzione francese, i monaci vengono cacciati. La chiesa è successivamente resa al culto ma gli edifici monastici restano occupati dall'amministrazione comunale e da altre diverse amministrazioni.

## Le reliquie
L'abbazia di Saint-Sever possedeva dal Medioevo numerose reliquie, di cui la più famosa era il capo di San Sever. Quest'ultimo fu distrutto in occasione delle guerre di religione che devastarono la regione. Inoltre, dopo aver ricostruito con pazienza il santuario nel 1569, (l'altare fu restaurato nel 1681), i monaci si preoccuparono di trovare una reliquia notevole.
La chiesa Sainte Eulalie di Bordeaux, possiede, secondo una tradizione immemorabile, i resti di Santa Chiara e dei suoi lavoratori (tra cui San Sever). Un'ambasciata ottenne dell'arcivescovo il permesso di ritirare dal reliquiario bordolese una parte delle reliquie di San Sever nel 1714. Il ritorno ufficiale ebbe luogo nel 1716. Il reliquiario attuale è datato 1783 ed è stato offerto da Playcard di Raygecourt, vescovo di Aire. Questo reliquiario è la prova della volontà del vescovo di restare fedele allo stile barocco francese, in opposizione allo stile neo-classico.

## Il Beatus di Saint-Sever

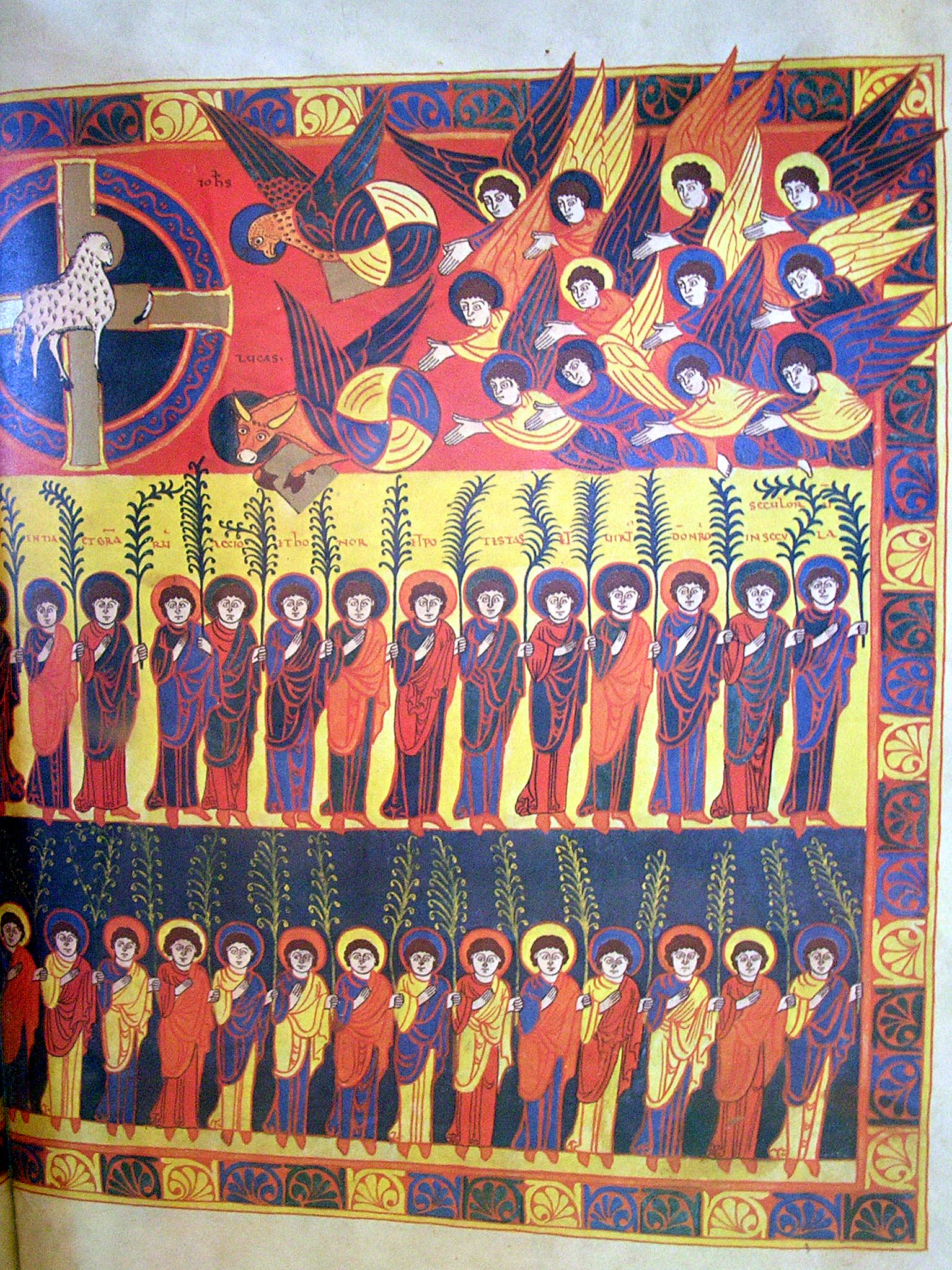
I Beatus di Saint-Sever, XI secolo

Il Beatus, dal nome dell'autore Beato di Liébana monaco delle Asturie, è un commento dell'Apocalisse di Giovanni, l'ultimo libro del Nuovo Testamento. Questo commento è stato redatto nell'VIII secolo, probabilmente nell'ambito di un dibattito teologico. È stato ricopiato una ventina di volte in Europa nel corso del Medioevo.
La copia dell'abbazia di Saint-Sever è stata realizzata verso la metà dell'XI secolo, circa cinquant'anni dopo la fondazione dell'abbazia, da copiatori e miniatori riuniti attorno al maestro Stephanus durante l'abbaziato di Grégoire de Montaner.
Questo manoscritto, riccamente illustrato, riferisce le visioni di San Giovanni apostolo ed evangelista. Unico esemplare in Francia, ma ispirato ai Beatus spagnoli, è testimone non soltanto dell'erudizione e del genio creatore del maestro ma anche della vitalità intellettuale ed artistica del monastero di Saint-Sever nell'XI secolo.
La carta, che rappresenta il mondo conosciuto, descrive la Gallia, l'Aquitania e Saint-Sever. Questo documento è stato tenuto protetto dalle guerre di religione. Lo si trova nelle raccolte del cardinale arcivescovo di Bordeaux François de Sourdis all'inizio del XVII secolo quindi a Parigi, all'Arsenal, e infine in ciò che è diventata la biblioteca nazionale di Francia, dove è tuttora.